# Igbo highlife
Igbo highlife est un genre musical contemporain qui combine le Highlife et la musique traditionnelle Igbo qui s"est développé dans le sud-est du Nigeria, dans les années 1950. Le genre est principalement de la musique basée sur la guitare, avec un mélange caractéristique rare de cors et de rythmes vocaux,,. Les paroles d'Igbo highlife sont chantées principalement en Igbo avec occasionnellement une touche de langue véhiculaire d'anglais Pidgin.

## Les pionniers du Igbo highlife
L'un des compositeurs et interprètes les plus influents de la musique est le chef Stephen Osita Osadebe, (mars 1936 - 11 mai 2007), souvent appelé simplement Osadebe, un musicien nigérian highlife d' Atani dans l'État d'Anambra. Avec une carrière qui a duré de plus de 40 ans et il est l'un des musiciens Igbo highlife les plus connus. Son single " Osondi Owendi " de 1984, a fait de lui le leader incontestable du highlife et qui l'a lancé sur la scène mondiale.
Le guitariste-chanteur Oliver De Coque est considéré comme le principal innovateur du Igbo contemporaine" en y introduisant la guitare congolaise. Ce qui lui valut quelques succès notamment dans les années 1980 : "Biri Ka Mbiri", "Ana Enwe Obodo Enwe", "Nnukwu Mmanwu" et "Identity".

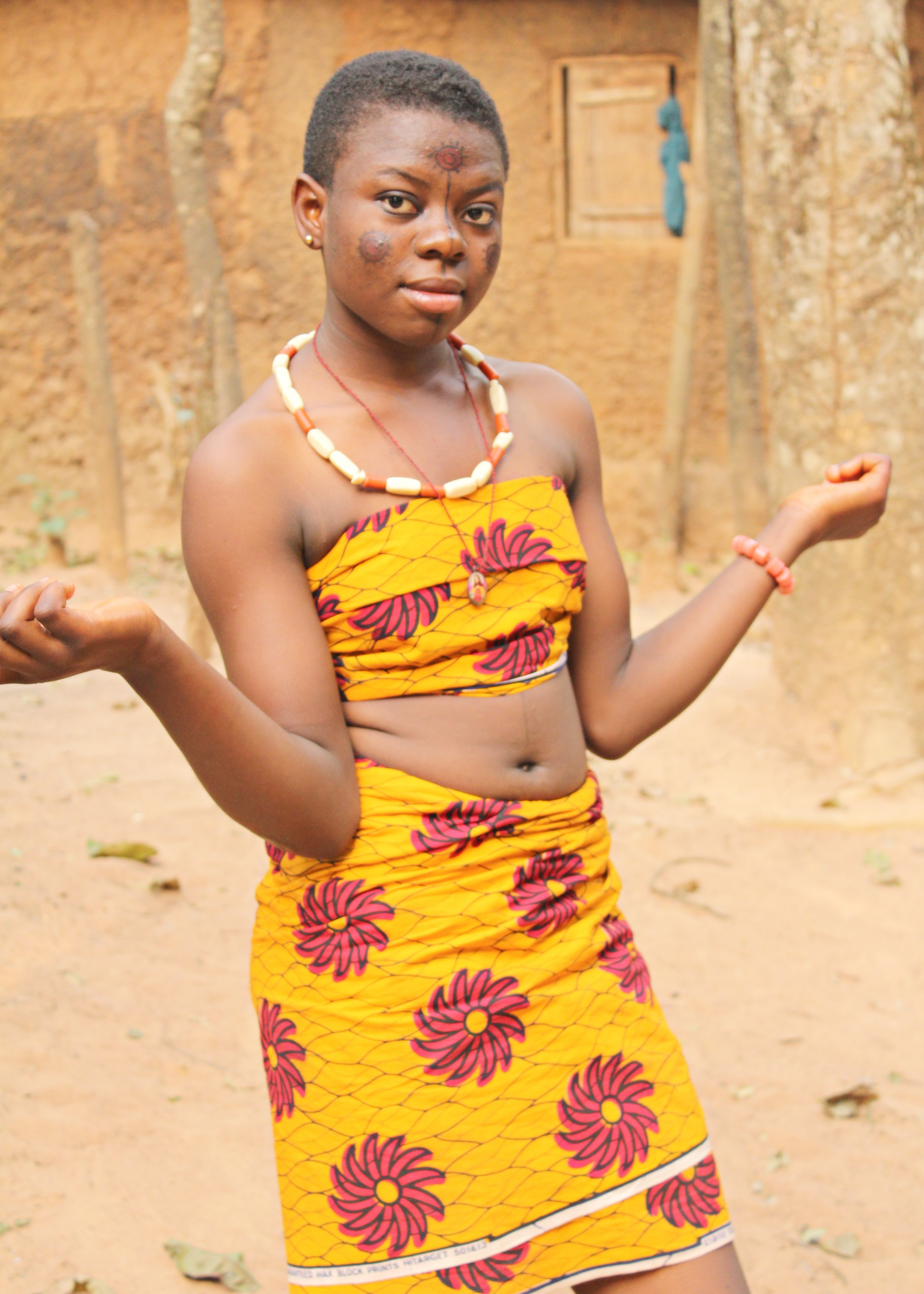
Atilogu Dancer - Igbo Tribe - Oji River - 2tat d'Enugu

Les autres musiciens fondateurs sont Bright Chimezie, Sir Warrior et Celestine Ukwu, Nico Mbarga, Oriental Brothers Ikem Mazeli

## Igbo highlife auXXIesiècle
Au XXIe siècle de jeunes chanteurs (Flavour N'abania, J Martins, Bracket et Wizboyy) ont apporté une certaine jouvence dans l'ibo,. L'album Uplifted de N'abania sorti via Obaino Music / 2nite Entertainment en 2010 traduit ce changement en offrant un mélange de hip-hop, rhythm and blues, techno, reggae, dancehall et calypso.
Les groupes M. Raw (anciennement Dat NIGGA Raw), Slow Dogg, MC Loph et 2Shotz, introduisirent le chant dans leur musique. Des liens plus intenses se sont tissés entre le rap indigène et le nouveau highlife,. Ainsi en 2011, par exemple, J Martins collabora avec Cabo Snoop de l'Angola et Fally Ipupa de la République démocratique du Congo pour produire "Good Tym" et "Kele Papa" des œuvres qui seront préférées pour les fans. En 2012, J Martins a atteint une renommée internationale par son approche teintée du soukous,. Le soukous a marqué tout le continent africain et a influencé de nombreuses musiques urbaines, telles que le makossa et plusieurs styles d'Afrique centrale, occidentale ou australe. Il est aussi très écouté en Colombie sur la côte caribéenne (Carthagène des Indes et Barranquilla) sous le nom de champeta africana.
En mars 2014, l'album " No Guts No Glory" de Phyno a reçu une nomination aux City People Entertainment Awards (en) pour être le meilleur album de rap.